# Pływanie na Letnich Igrzyskach Olimpijskich 1964 – 4 × 100 m stylem zmiennym mężczyzn
Sztafeta 4 × 100 m stylem zmiennym mężczyzn – jedna z konkurencji pływackich rozgrywanych podczas XVIII Igrzysk Olimpijskich w Tokio. Eliminacje odbyły się 15 października, a finał 16 października 1964 roku.
Mistrzami olimpijskimi zostali Amerykanie. Sztafeta w składzie: Thompson Mann (59,6), Bill Craig (1:09,6), Fred Schmidt (56,8) i Stephen Clark (52,4) czasem 3:58,4 ustanowiła nowy rekord świata, uzyskawszy jednocześnie po raz pierwszy w historii tej konkurencji rezultat poniżej czterech minut. Płynący na pierwszej zmianie Thompson Mann również pobił rekord globu, pokonując 100 m stylem grzbietowym poniżej jednej minuty jako pierwszy zawodnik w historii. Srebrny medal w rywalizacji sztafet zmiennych zdobyli Niemcy (4:01,6), podczas gdy reprezentanci Australii wywalczyli brąz (4:02,3).

## Rekordy
Przed zawodami rekord świata i rekord olimpijski wyglądały następująco:
| Rekord            | Reprezentacja                                                                                                | Czas   | Miejsce | Data             |       |
| ----------------- | --- | ------ | ------- | ---------------- | ----- |
| Rekord świata     | Stany Zjednoczone · Bill Craig · Richard McGeagh · Walter Richardson · Stephen Clark                         | 4:00,1 | Osaka   | 24 sierpnia 1963 | [ 2 ] |
| Rekord olimpijski | Stany Zjednoczone · Frank McKinney (1:02,0) · Paul Hait (1:10,5) · Lance Larson (58,0) · Jeff Farrell (54,9) | 4:05,4 | Rzym    | 1 września 1960  | [ 3 ] |

W trakcie zawodów ustanowiono następujące rekordy:
| Data            | Etap konkurencji | Reprezentacja | Czas   | Rekord |
| --------------- | ---------------- | --- | ------ | ------ |
| 15 października | eliminacje       | Stany Zjednoczone · Richard McGeagh (1:01,1) · Virgil Luken (1:10,9) · Walter Richardson (58,7) · Bob Bennett (54,4) | 4:05,1 | OR     |
| 16 października | finał            | Stany Zjednoczone · Thompson Mann (59,6) · Bill Craig (1:09,6) · Fred Schmidt (56,8) · Stephen Clark (52,4)          | 3:58,4 | WR     |

## Wyniki

### Eliminacje
| Miejsce | Wyścig | Tor | Państwo                       | Zawodnicy                                                                                                 | Czas   | Uwagi |
| ------- | ------ | --- | ----------------------------- | --- | ------ | ----- |
| 1.      | 2      | 3   | Stany Zjednoczone             | Richard McGeagh (1:01,1) Virgil Luken (1:10,9) Walter Richardson (58,7) Bob Bennett (54,4)                | 4:05,1 | Q,    |
| 2.      | 1      | 7   | Wspólna Reprezentacja Niemiec | Ernst Küppers (1:02,1) Egon Henninger (1:07,1) Horst-Günther Gregor (1:00,7) Hans-Joachim Klein (56,7)    | 4:06,6 | Q     |
| 3.      | 1      | 5   | Japonia                       | Shigeo Fukushima (1:03,2) Kenji Ishikawa (1:10,1) Isao Nakajima (58,9) Yukiaki Okabe (55,1)               | 4:07,3 | Q     |
| 4.      | 1      | 4   | ZSRR                          | Wiktor Mazanow (1:02,7) Aleksandr Tutakajew (1:09,3) Walentin Kuzmin (59,8) Wiktor Siemczenkow (55,8)     | 4:07,6 | Q     |
| 5.      | 2      | 7   | Węgry                         | József Csikány (1:02,5) Ferenc Lenkei (1:11,2) József Gulrich (59,2) Gyula Dobay (55,9)                   | 4:08,8 | Q     |
| 6.      | 2      | 6   | Włochy                        | Dino Rora (1:02,0) Gian Corrado Gross (1:11,7) Giampiero Fossati (1:00,0) Pietro Boscaini (55,6)          | 4:09,3 | Q     |
| 7.      | 2      | 4   | Australia                     | Peter Reynolds (1:03,7) Peter Tonkin (1:12,7) Kevin Berry (1:00,1) David Dickson (54,9)                   | 4:11,4 | Q     |
| 8.      | 1      | 8   | Wielka Brytania               | Geoff Thwaites (1:04,6) Neil Nicholson (1:12,2) Brian Jenkins (1:01,8) Bob McGregor (53,7)                | 4:12,3 | Q     |
| 9.      | 1      | 6   | Holandia                      | Jan Weeteling (1:04,2) Hemmie Vriens (1:12,3) Jan Jiskoot (1:00,8) Ron Kroon (55,3)                       | 4:12,6 |       |
| 10.     | 2      | 2   | Kanada                        | Ralph Hutton (1:04,6) Sandy Gilchrist (1:14,7) Daniel Sherry (59,4) Ron Jacks (56,8)                      | 4:15,5 |       |
| 11.     | 2      | 1   | Argentyna                     | Carlos van der Maath (1:04,6) Miguel Angel Navarro (1:14,9) Luis Nicolao (58,8) Alberto Bourdillón (57,5) | 4:15,8 |       |
| 12.     | 2      | 8   | Hiszpania                     | Jesús Cabrera (1:02,6) Nazario Padrón (1:12,2) Joaquín Pujol (1:05,1) José Miguel Espinosa (57,5)         | 4:17,4 |       |
| 13.     | 1      | 2   | Brazylia                      | Athos de Oliveira (1:07,4) Farid Zablith Filho (1:13,7) Mauri Fonseca (1:02,7) Álvaro Pires (57,4)        | 4:21,2 |       |
| 14.     | 1      | 3   | Malezja                       | Michael Eu (1:09,3) Cheah Tong Kim (1:15,7) Bernard Chan (1:05,0) Tan Thuan Heng (59,3)                   | 4:29,3 |       |

### Finał
| Miejsce | Tor | Państwo                       | Zawodnicy                                                                                            | Czas   | Uwagi |
| ------- | --- | ----------------------------- | --- | ------ | ----- |
| 1. !    | 4   | Stany Zjednoczone             | Thompson Mann (59,6) Bill Craig (1:09,6) Fred Schmidt (56,8) Stephen Clark (52,4)                    | 3:58,4 | WR    |
| 2. !    | 5   | Wspólna Reprezentacja Niemiec | Ernst Küppers (1:01,4) Egon Henninger (1:07,7) Horst-Günther Gregor (59,8) Hans-Joachim Klein (52,7) | 4:01,6 |       |
| 3. !    | 1   | Australia                     | Peter Reynolds (1:03,0) Ian O’Brien (1:07,8) Kevin Berry (57,7) David Dickson (53,8)                 | 4:02,3 |       |
| 4.      | 6   | ZSRR                          | Wiktor Mazanow (1:02,6) Heorhij Prokopenko (1:06,5) Walentin Kuzmin (59,3) Wiktor Siemczenkow (55,8) | 4:04,2 |       |
| 5.      | 3   | Japonia                       | Shigeo Fukushima (1:03,0) Kenji Ishikawa (1:09,6) Isao Nakajima (58,9) Yukiaki Okabe (55,1)          | 4:06,6 |       |
| 6.      | 2   | Węgry                         | József Csikány (1:02,4) Ferenc Lenkei (1:11,6) József Gulrich (1:00,7) Gyula Dobay (53,8)            | 4:08,5 |       |
| 7.      | 7   | Włochy                        | Dino Rora (1:02,6) Gian Corrado Gross (1:11,7) Giampiero Fossati (1:00,6) Pietro Boscaini (55,4)     | 4:10,3 |       |
| 8.      | 8   | Wielka Brytania               | Geoff Thwaites (1:04,4) Neil Nicholson (1:11,1) Brian Jenkins (1:02,5) Bob McGregor (53,4)           | 4:11,4 |       |